# Allotheca annulipes
Allotheca annulipes là một loài tò vò trong họ Ichneumonidae.